# Bernhard Danckelmann (Landrat)
Bernhard Danckelmann (* 19. Februar 1886 in Hardehausen, Westfalen; † 2. Januar 1947 in Merseburg) war ein preußischer Verwaltungsjurist und Landrat im Kreis Neustadt O.S. sowie im Kreis Namslau. 

## Leben
Danckelmann begann seine beruflichen Werdegang 1907 als Gerichtsreferendar, ab 1908 als Regierungsreferendar und seit 1912 als Regierungsassessor und Hilfsarbeiter beim Landrat in Salzwedel. Ab 1913 wirkte er in Wolmirstedt und seit 1914 beim Oberpräsidium in Schlesien. 1919 wurde Danckelmann vertretungsweise die kommissarische Verwaltung des Landratsamtes für den Kreis Neustadt i. Oberschlesien übertragen. Seit 1921 war er Regierungsrat und ab 1922 bei der Regierung in Düsseldorf und dann in Münster tätig. 1923 wirkte er beim Oberpräsidium Westfalen und seit 1924 in der Rheinprovinz. Er war der Zentrumspartei nahestehend. Ab 1925 amtierte Danckelmann als Landrat im Kreis Namslau, bis er zum 24. April 1933 in den einstweiligen Ruhestand versetzt wurde. Seit dem 31. Mai 1933 war er als nichtplanmäßiger Beamter bei der Regierung Osnabrück und ab 1935 bei der Regierung Hildesheim beschäftigt. Danckelmann war mit der vertretungsweisen Wahrnahme der Geschäfte des Regierungsdirektors der Abteilung für Kirchen und Schulen betraut. 1936 wurde er zum Regierungsdirektor ernannt und war ab 1937 bei der Regierung Merseburg und dem Dir. Oberversicherungsamt tätig. Danckelmann war mit Vorsitz des Prüfungsausschusses für Krankenkassen-Angestellte für die Provinz Sachsen und dem Land Anhalt beauftragt.